# Blake (Band)
Blake ist eine finnische Stoner-Metal-Band aus Helsinki.

## Geschichte
Die Band wurde 2001 in Helsinki gegründet und spielte im Jahr 2004 auf dem in Finnland stattfindenden Tuska Open Air Metal Festival. 2006 folgte dann ein weiterer wichtiger Auftritt beim Sauna Open Air, ebenfalls in Finnland. Größere Bekanntheit erlangte die Band 2009 als Opener für Motörhead und AC/DC.
Stilistisch orientiert sich Blake laut eigener Aussage am Gitarrenspiel der siebziger Jahre mit einigen progressiven Elementen sowie natürlich den für das Genre typischen Elementen des Blues. Thematisch wird in den Songs oftmals der Konflikt zwischen Gut und Böse sowie auch astronomische Themen behandelt. Zu ihren Einflüssen zählen unter anderem Bands wie Black Sabbath, Monster Magnet, Pink Floyd und Jethro Tull.
Seit November 2010 steht Blake beim finnischen Label Hype Records unter Vertrag.

## Diskografie

### Studioalben
- 2001: Fireroot
- 2004: Starbringer
- 2005: Planetizer
- 2008: Sa7urnus
- 2010: Haze Parade
- 2011: Shelter
- 2013: Taste of Voodoo

### Singles
- 2002: Not the One
- 2004: Circles of Light
- 2005: Come Dawn
- 2007: Bringer Of Insanity
- 2013: The Hell’s Ladder